# Stephen Smale
Stephen Smale (Flint (Michigan), 15 de julho de 1930) é um matemático estadunidense.
Ganhou a medalha Fields em 1966. Ingressou na Universidade de Michigan em 1948. Ele não obteve boas notas nos primeiros anos, resultando em um "C" como média de nota de graduação. No entanto, quando o chefe de departamento, Hidelbrandt, ameaçou expulsá-lo, Smale começou a trabalhar com afinco, e, finalmente, recebeu seu Ph.D. em 1957, sob a orientação de Raoul Bott.
Smale iniciou sua carreira como um instrutor na Universidade de Chicago. Em 1958, ele impressionou a comunidade matemática mundial com uma demonstração do paradoxo da inversão da esfera. Ele solidificou sua reputação com a demonstração da Conjectura de Poincaré para dimensão maior ou igual a 5. Mais tarde, ele generalizou muitas de suas ideias publicadas anteriormente em um artigo de 107 páginas, no qual estabeleceu o teorema do h-cobordismo.
Após diversas contribuições fundamentais em topologia, Smale se dedicou ao estudo dos Sistemas dinâmicos, onde também foi responsável por avanços significativos. A sua primeira contribuição foi a ferradura de Smale, que iniciou uma nova linha de pesquisa em sistemas dinâmicos. Ele também delineou um programa de pesquisa que foi seguido por diversos pesquisadores. Smale é também conhecido por aplicar a teoria de Morse na economia matemática, e também pelas suas incursões na teoria da computação e na biologia.
Em 1998, ele publicou uma lista de 18 problemas em matemática a serem resolvidos no século XXI, conhecidos como os Problemas de Smale. A lista foi concebida no espírito da famosa lista de problemas de David Hilbert, em 1900. De fato, a lista de Smale contém alguns dos problema da lista original de Hilbert, como a hipótese de Riemann e a segunda parte do décimo-sexto problema de Hilbert, que permanece em aberto. Entre outros problemas famosos de sua lista, está a conjectura de Poincaré, o problema P=NP, e existência e suavidade de solução para a equação de Navier-Stokes, sendo que todos estes problemas foram designados como Millennium Prize Problems pela instituição Clay Mathematics Institute. Smale é atualmente professor no Instituto Tecnológico Toyota em Chicago, uma instituição de ensino estritamente relacionada com a Universidade de Chicago.

## Publicações selecionadas
- S. Smale, Generalized Poincaré's conjecture in dimensions greater than four (via JSTOR), Annals of Mathematics, 2nd Ser., 74 (1961), no. 2, 391 – 406
- S. Smale, Differentiable dynamical systems, Bulletin of the American Mathematical Society, 73 (1967), 747 – 817